# Peter Viskinde
Peter Viskinde (født 14. november 1953 i København, død 23. marts 2021 ) var en dansk, sanger, sangskriver, guitarist og maler. Han var bedst kendt som guitarist og komponist i pop/rockgruppen Big Fat Snake fra 1990 til 2008.

## Karriere
Viskinde blev i 1980 en del af rock-gruppen Malurt, som Michael Falch havde dannet sammen med Christian Arendt og Peter Mors i 1977. I 1990 startede han bandet Big Fat Snake sammen med Anders Blichfeldt. Viskinde hentede navnet fra sit store idol Bob Dylan på sangen "Wiggle Wiggle Wiggle". Bandet brød igennem i 1995 med Viskindes komposition "No Peace Like in Heaven" fra albummet Midnight Mission.
Peter Viskinde blev i 2003 af Henrik Knudsen opfordret til at spille med The TCB Band ved et par koncerter på Værket i Randers. Viskinde fik etableret en tredje koncert efter de to Elvis-koncerter, hvor han fik overtalt resten af Big Fat Snake til at medvirke. Sangene denne aften var hentet fra Elvis og Roy Orbisons repertoire samt Viskindes sange.
I 2008 forlod han Big Fat Snake under stor mediebevågenhed, og i 2009 indgik han et forlig, i hvilket han overlod rettighederne til navnet Big Fat Snake til de resterende medlemmer i bandet; Anders Blichfeldt, Asger Steenholdt, Jens Fredslund og Pete Repete. I 2011 blev der via Dansk Artist Forbund indgået en aftale, der betød at Peter Viskinde fremover ville blive krediteret som eneophavsmand til "No Peace Like in Heaven", "Animal" og "Someone Like You".

## Kunstmaler
Peter Viskinde havde siden teenageårene, ud over musikken, maleri som metier. Viskinde har løst flere udsmykningsopgaver for virksomheder og har bl.a. designet Wiibroe/Carlsbergs årgangsøl fra 2012.

## Andet
I juli 2014 mistede Peter Viskinde sin venstre lillefinger, da den blev klemt under en flytning af nogle bordplader.

## Kronologi
- 1966: Danner bandet The Firemen.
- 1973: Gendanner med Rene Evald og Henrik Littauer rockbandet Free The Buffalo, der 1/2 år senere omdøbes til "Buffalo"
- 1975: Buffalos første album kommer på gaden.
- 1977: Buffalos andet album udsendes. ("Shut up and play"), Peter har forladt bandet kort efter indspilningen i 1976.
- 1977: Indtræder i Hvalsøspillemændene.
- 1977: Hvalsøspillemændene udgiver Østen for solen
- 1978: Hvalsøspillemændene udgiver Blålys bodega
- 1980: Bliver en del af Malurt.
- 1980: Malurts første album, "Kold krig" udgives.
- 1981: Malurts andet album "Vindueskigger" udgives.
- 1982: Malurt forlades.
- 1982: Bandet "Doraz" dannes og udgiver første album med Viskindes egne kompositioner.
- 1984: Doraz andet album "Tourist" udkommer.
- 1986: 1. solo album udsendes
- 1988: Doraz tredje album "Mere frugt".
- 1988: Peter Viskinde og Anders Blichfeldt danner Werners Verdensorkester.
- 1990: Første Big Fat Snake album indspilles i december måned.
- 1992: Malurt udgiver "Spøgelser".
- 1992: Malurt udgiver unpluggedalbummet "Uden Filter".
- 1992: Big Fat Snake udgiver "Born Lucky"
- 1992: Andet soloalbum udkommer. "Blue Angle"
- 1993: Malurt udgiver "Ghetto"
- 1994: Malurt udgiver "Live længe leve"
- 1994: Big Fat Snake udgiver "Beautiful thing".
- 1994: Tredje soloalbum "Sound of Loneliness" udgives.
- 1995: Big fat Snake udgiver "Midnight Mission"
- 1996: Big fat Snake udgiver "Fight for your love"
- 1997: Soloalbummet "Turn to you" udgives.
- 1998: Big fat Snake udgiver "Flames"
- 1999: Femte soloalbum "Sheriff songs"
- 1999: Big Fat Snake udsender albummet "www.bigfatsnake.com"
- 2000: Soloalbum "Live 2000".
- 2001: Big Fat Snake "Recylcled" – opsamlingsalbum
- 2001: Big Fat Snake "Running man"
- 2002: Soloalbum "Under the moon" udkommer.
- 2002: Big Fat Snake "Play it by ear"
- 2003: Soloalbummet "Born on a red star" udgives.
- 2003: Big Fat Snake live med TCB band, "One night of sin".
- 2004: Soloalbummet "Best off" udgives – opsamlingsalbum.
- 2004: Big Fat Snake "More Fire"
- 2005: Soloalbum "Picture in a frame" udgives.
- 2006: Soloalbum "Magic of The Night" udgives.
- 2007: Big Fat Snake "NU"
- 2008: Soloalbum "Ufaglært Arbejdsmand" udgives.
- 2009: Big Fat Snake "Reel 1".
- 2009: Soloalbum "Under Cover #1".
- 2010: Soloalbum "Good Times".
- 2011: Can´t Escape From You
- 2012: Årgang 2012. Opsamlingsalbum
- 2014: I det sekund er jeg lykkelig